# Джуджоу
Джуджоу е град в провинция Хунан, Южноцентрален Китай. Общото население на целия административен район, който включва и града е 3 857 100 жители, а градското население е 806 988 (2010 г.). Общата площ на целия административен район е 11 262 кв. км, а градската част е с площ от 535 кв. км. Намира се в часова зона UTC+8. Джуджоу е един от 5-те най-важни жп сборни пункта на Китай; в града са събират няколко жп системи. На 37 км от града има международно летище. През града минава река; Градът е едно от 8-те пристанища в провинцията си.